# 1600 en littérature
| Années de la littérature : 1597 - 1598 - 1599 - 1600 - 1601 - 1602 - 1603    |
| Décennies de la littérature : 1570 - 1580 - 1590 - 1600 - 1610 - 1620 - 1630 |

Cet article présente les faits marquants de l'année 1600 en littérature.

## Événements
- 18 octobre : Juan Ruiz de Alarcón commence ses études de droit à l’Université de Salamanque[1].

- 4 novembre : Tirso de Molina entre au couvent de la Merci à Guadalajara et prononce ses vœux le 21 janvier 1601[2].

## Parutions
- Sir Edward Coke publie le premier volume de ses Reports (1600-1615), somme qui présente l’ensemble des Common laws, système de coutumes reposant sur la jurisprudence et les lois écrites par le Parlement britannique (Statutes)[3].
- Pierre Guirand, Advis catholique aux égarés de l’Église romaine, Lyon, F. Gaudet, 160
- Pierre Coton, Apologetique tant sur les faux bruits, dont il a esté chargé, qu'autres signalez incidents et rencontres, Avignon, Jacques Bramereau, 1600
- (en) Thomas Smith (en), The Art of Gunnery : wherein is set forth a number of serviceable secrets and practicall conclusions belonging to the Art of Gunnerie, by Arithmeticke skill to be accomplished: both pretie, pleasant and profitable for all such as are professors of the same facultie, Londres, William Ponsonby, 1600 (présentation en ligne)
- (it) Giovanni Artusi, L'Artusi overo delle imperfettioni della moderna musica ragionamenti dui, Venise, Giacomo Vincenti, 1600 (lire en ligne sur Gallica).
- François du Souhait, Le Bonheur des sages, Lyon, Jean Pillehotte, 1600 (lire en ligne sur Gallica) (également dans L'Académie des vertueux, 1600).

- François du Souhait, Le Malheur des curieux, Jean Pillehotte, 1600 (présentation en ligne) (également dans L'Académie des vertueux, 1600)
- François du Souhait, Le Parfaict Gentil-homme, Paris, Gilles Robinot, 1600 (lire en ligne sur Gallica)
- François du Souhait, Les Pourtraits des chastes dames, Paris, Gilles Robinot, 1600 (présentation en ligne)

- Sébastien Roulliard, Capitulaire auquel est traité qu’un homme nay sans testicule apparens, et qui ha néantmoins toutes les autres marques de virilité, est capable des œuvres du mariage, Paris, Claude Morel, 1600

- Thomas Artus, Discours contre la mesdisance. Si l'on peut dire que la vertu est plus rigoureusement punie que le vice, dialogue. Qu'il est bien séant que les filles soyent sçavantes, discours, Paris, Lucas Breyel, 1600

- Lucas Chartier, Le Nouveau Miroir des Voiages Marins de la Navigation de la Mer Occidentale et Orientale, Anvers, Jean Bellère, 1600[4].

### Fictions en prose
- François du Souhait, Les Amours de Glorian et d’Ismène, Paris, Veuve Nicolas de Louvain, 1600 (présentation en ligne)
- François du Souhait, Les Amours de Poliphile et Melonimphe, Paris, Gilles Robinot, 1600 (présentation en ligne)
- François du Souhait, Les Amours de Palémon, suite de Poliphile, Paris, Gilles Robinot, 1600
- Jacques Corbin, Les Amours de la Chaste Nymphe Pégase et de Lisandre et Paris, Lyon, T. Lancelin, 1600[5]
- Pierre Joulet, Sieur de Chastillon, Les Amours spirituels de Psiché, Paris, Abel L'Angelier, 1600 (présentation en ligne)
- Louis Garon, Le Chasse Ennuy ou l’Honnête Entretien des bonnes compagnies, Paris, Girard Bontemps, 1600 (présentation en ligne) (recueil de facéties).

- Scipion Dupérier, La Haine et l’Amour d’Arnoul et de Clairemonde, histoire provençale arrivée de notre temps, Paris, Antoine du Brueil, 1600.
- Antoine de Nervèze, Les Hazards amoureux de Palmelie et de Lirisis, Paris, Antoine du Breuil, 1600.
- Antoine de Nervèze, Les Religieuses amours de Florigène et de Méléagre, Paris, Antoine du Breuil, 1600.
- François Béroalde de Verville, L’Histoire d’Herodias : icy se verront les essais de l’impudence effrenée après le vice, attirans les punitions divines sur les esprits de rébellion, Tours, Sebastien Moulin, 1600
- François de Fouet, Les Légitimes Amours, et Fortunes guerrières de Doris, Paris, Nicolas Buon, 1600.

### Poésie
- Bedagina Vachanagalu, anthologie en langue kannada de Siddha Basavaraja[6].
- Worek Judaszów, To jest złe nabycie majętności (« la bourse de Judas »), traité juridique rimé du poète polonais Sebastian Fabian Klonowic (pl) (Acernus)[7].
- Rozmowa szlachcica polskiego z cudzoziemcem (« Conversation d'un noble polonais avec un étranger » ), dialogue satirique du poète polonais Piotr Zbylitowski (pl).

#### Anglophone
- 4 août : Englands Helicon (en), anthologie contenant des œuvres de Edmund Spenser, Michael Drayton, Thomas Lodge, Philip Sidney, etc., est inscrite au Registre des Libraires par John Flasket[8].

- The Ghost of Lucrece, poème de Thomas Middleton publié à Londres par Valentine Simmes[9].
- Gervase Markham, The Tears of the Beloved, Stafford, 1600 (présentation en ligne).

#### Francophone
- Angélique délivrée, à l’imitation d'Arioste, par F.Q.D.B. (Gervais de Bazire[10])
- Augure prodigieux, tiré d'une poule, par le Senat de Chambery, sur la fin de juillet, mil six cens — T. Ancellin (Lyon), A. le Blanc (Grenoble), 16p., lire en ligne sur Gallica
- Cent pseaumes de David mis en vers françois, avec quelques cantiques de la Bible, & autres œuvres chrestiennes, & prieres, Philippe Desportes
- Ode à la reine Marie de Médicis, sur sa bienvenue en France, poème de Malherbe[11].
- Les Premières Œuvres du sieur de Deimier, dédiées à la Gloire, Pierre de Deimier[12] [lire en ligne sur Gallica]

## Théâtre
- Il y a huit théâtres à Londres vers 1600 (17 en 1630)[13].

- 1er janvier : la troupe de l'Amiral interprète The Shoemaker's Holiday (« Le Jour de fête du cordonnier ») de Thomas Dekker au Palais de Richmond devant la cour d'Angleterre[14].
- 8 janvier : signature du contrat de construction du Fortune Playhouse, à Londres, entre le charpentier Peter Street et directeur de théâtre Philip Henslowe et son beau-fils, l'acteur Edward Alleyn, pour la troupe de l'Amiral. Le théâtre est livré le 8 août[15].

- 6 mars : les Lord Chamberlain's Men jouent la première partie de Henri IV de Shakespeare au Blackfriars Theatre devant l'ambassadeur flamand en visite à Londres[16].

- 8 octobre : A Midsummer Night's Dream (« Le Songe d'une nuit d'été »), comédie de Shakespeare sans doute écrite vers 1594-1595, est inscrite au registre des Libraires pour être publiée[17].

- Giovanni Battista Calderari, Armida, comedia nova, Venise, Orlando Zara, 1600 (présentation en ligne)
- Vincenzio Panciatichi, L’Amicizia costante : Tragicomedia pastorale, Florence, Filippo Giunti, 1600 (présentation en ligne)
- Fulvio Ghirlandi, Gli Amorosi travagli : comedia, Florence, Cosimo Giunti, 1600 (présentation en ligne)
- Vers 1600 : Érophile, tragédie en grec de Georges Chortatzis, publiée en 1637[18].

## Naissances
- 1er janvier — Friedrich Spanheim l'Ancien
- 17 janvier — Pedro Calderón de la Barca de Henao y Riaño, poète et auteur dramatique espagnol († 25 mai 1681).
- 2 février — Gabriel Naudé
- 9 février — Jean-Joseph Surin
- 6 mars — Abraham Remy, poète français († 1er décembre 1646)[19]
- 19 septembre — Hermann Busenbaum
- 5 octobre — Thomas Goodwin
- 17 novembre — John Ogilby
- 19 novembre — Lieuwe van Aitzema (en)

- Marin Le Roy de Gomberville

## Décès
- 23 janvier – John Case
- 15 février – José de Acosta
- 17 février – Giordano Bruno
- 16 mars – Johann Major
- 7 avril – Mahmud Abdülbâkî (محمود عبد الباقى), connu sous le pseudonyme de Bâḳî (باقى), poète turc ottoman (° 1526)[20].
- Avril – Thomas Deloney
- 18 mai – Fulvio Orsini
- 25 juin – David Chytraeus
- 8 septembre – Matsudaira Ietada
- 25 septembre – Antoine du Verdier
- 12 octobre – Luis Molina

- 3 novembre – Richard Hooker.
- 20 novembre – obsèques de Robert Wilson.
- 23 ou 24 novembre – Balthasar Russow

- Elazar Azikri

- Vers 1600 : Antonio de Lofraso, écrivain et poète sarde (° 1540).